# Élections générales espagnoles de 2016 au Pays basque
Les élections générales espagnoles de 2016 (en espagnol : Elecciones generales de España de 2016) se sont tenues le dimanche 26 juin 2016 afin d'élire les 350 députés et 208 des 266 sénateurs de la XIIe législature des Cortes Generales. 18 députés sont élus dans la communauté autonome du Pays basque.

## Résultats

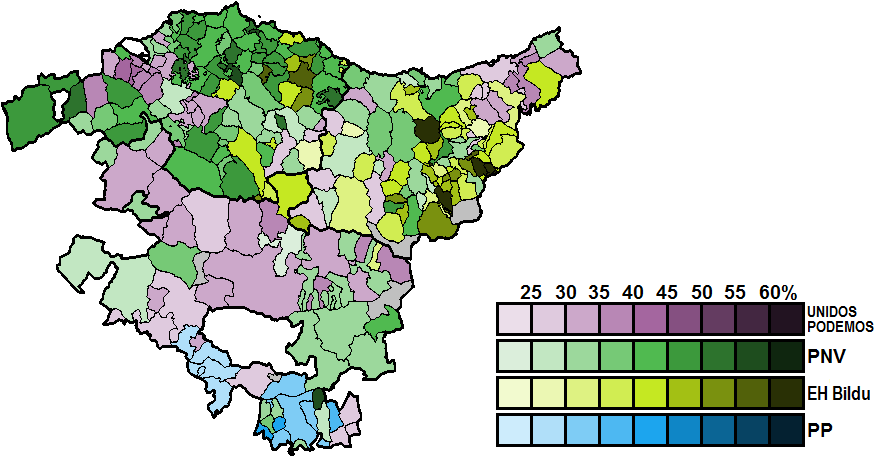
Résultats par commune.

| Parti                  | Parti                                                   | Voix      | %     | +/-  | Sièges | +/-           |
| ---------------------- | ------------------------------------------------------- | --------- | ----- | ---- | ------ | ------------- |
|                        | Unidos Podemos (UP) (Pod.-IU-Equo)                      | 335 740   | 29,08 | 0,16 | 6      | 1             |
|                        | Parti nationaliste basque (EAJ/PNV)                     | 287 014   | 24,86 | 0,14 | 5      | 1             |
|                        | Parti socialiste du Pays basque (PSE-EE-PSOE)           | 164 255   | 14,23 | 0,98 | 3      | en stagnation |
|                        | Euskal Herria Bildu (EH Bildu)                          | 153 339   | 13,28 | 1,78 | 2      | en stagnation |
|                        | Parti populaire (PP)                                    | 148 553   | 12,87 | 1,25 | 2      | en stagnation |
|                        | Ciudadanos (Cs)                                         | 40 740    | 3,53  | 0,58 | 0      | en stagnation |
|                        | Parti animaliste contre la maltraitance animale (PACMA) | 9 310     | 0,81  | 0,16 | 0      | en stagnation |
|                        | Recortes Cero-Grupo Verde (RC-GV)                       | 2 947     | 0,26  | 0,06 | 0      | en stagnation |
|                        | Union, progrès et démocratie (UPyD)                     | 1 542     | 0,13  | 0,20 | 0      | en stagnation |
|                        | Sièges en blanc (EB)                                    | 1 026     | 0,09  | 0,03 | 0      | en stagnation |
|                        | Autres partis                                           | 2 190     | 0,18  | -    | 0      | -             |
|                        | Vote blanc                                              | 7 696     | 0,67  | 0,04 |        |               |
|                        |                                                         |           |       |      |        |               |
| Suffrages exprimés     | Suffrages exprimés                                      | 1 154 352 | 99,32 |      |        |               |
| Votes nuls             | Votes nuls                                              | 7 887     | 0,68  |      |        |               |
| Total                  | Total                                                   | 1 162 239 | 100   | -    | 18     | en stagnation |
| Abstention             | Abstention                                              | 621 126   | 34,83 |      |        |               |
| Inscrits/Participation | Inscrits/Participation                                  | 1 783 365 | 65,17 |      |        |               |

### Résultats par provinces

#### Álava
| Parti                  | Parti                                                   | Voix    | %     | +/-  | Sièges | +/-           |
| ---------------------- | ------------------------------------------------------- | ------- | ----- | ---- | ------ | ------------- |
|                        | Unidos Podemos (UP)                                     | 51 827  | 30,92 | 0,10 | 1      | en stagnation |
|                        | Parti populaire (PP)                                    | 34 276  | 20,45 | 1,65 | 1      | en stagnation |
|                        | Parti nationaliste basque (EAJ/PNV)                     | 26 703  | 15,93 | 0,11 | 1      | en stagnation |
|                        | Parti socialiste du Pays basque (PSE-EE-PSOE)           | 26 381  | 15,74 | 1,60 | 1      | en stagnation |
|                        | Euskal Herria Bildu (EH Bildu)                          | 15 858  | 9,46  | 2,39 | 0      | en stagnation |
|                        | Ciudadanos (Cs)                                         | 8 372   | 4,99  | 0,88 | 0      | en stagnation |
|                        | Parti animaliste contre la maltraitance animale (PACMA) | 1 657   | 0,99  | 0,22 | 0      | en stagnation |
|                        | Recortes Cero-Grupo Verde (RC-GV)                       | 599     | 0,36  | 0,05 | 0      | en stagnation |
|                        | Vox                                                     | 306     | 0,18  | Nv.  | 0      | en stagnation |
|                        | Union, progrès et démocratie (UPyD)                     | 298     | 0,18  | 0,25 | 0      | en stagnation |
|                        | Parti communiste des peuples d'Espagne (PCPE)           | 211     | 0,13  | 0,03 | 0      | en stagnation |
|                        | Liberté navarraise (Ln)                                 | 74      | 0,04  | 0,01 | 0      | en stagnation |
|                        | Vote blanc                                              | 1 078   | 0,64  | 0,08 |        |               |
|                        |                                                         |         |       |      |        |               |
| Suffrages exprimés     | Suffrages exprimés                                      | 167 640 | 99,00 |      |        |               |
| Votes nuls             | Votes nuls                                              | 1 691   | 1,00  |      |        |               |
| Total                  | Total                                                   | 169 331 | 100   | -    | 4      | en stagnation |
| Abstention             | Abstention                                              | 85 248  | 33,49 |      |        |               |
| Inscrits/Participation | Inscrits/Participation                                  | 254 579 | 66,51 |      |        |               |

#### Biscaye
| Parti                  | Parti                                                   | Voix    | %     | +/-  | Sièges | +/-           |
| ---------------------- | ------------------------------------------------------- | ------- | ----- | ---- | ------ | ------------- |
|                        | Unidos Podemos (UP)                                     | 179 347 | 28,87 | 0,05 | 3      | 1             |
|                        | Parti nationaliste basque (EAJ/PNV)                     | 175 296 | 28,22 | 0,31 | 2      | 1             |
|                        | Parti socialiste du Pays basque (PSE-EE-PSOE)           | 86 425  | 13,91 | 0,93 | 1      | en stagnation |
|                        | Parti populaire (PP)                                    | 78 965  | 12,71 | 1,31 | 1      | en stagnation |
|                        | Euskal Herria Bildu (EH Bildu)                          | 67 653  | 10,89 | 1,60 | 1      | en stagnation |
|                        | Ciudadanos (Cs)                                         | 20 685  | 3,33  | 0,51 | 0      | en stagnation |
|                        | Parti animaliste contre la maltraitance animale (PACMA) | 4 865   | 0,78  | 0,12 | 0      | en stagnation |
|                        | Recortes Cero-Grupo Verde (RC-GV)                       | 1 176   | 0,19  | 0,02 | 0      | en stagnation |
|                        | Sièges en blanc (EB)                                    | 1 026   | 0,17  | 0,01 | 0      | en stagnation |
|                        | Union, progrès et démocratie (UPyD)                     | 766     | 0,12  | 0,19 | 0      | en stagnation |
|                        | Vox                                                     | 641     | 0,10  | Nv.  | 0      | en stagnation |
|                        | Parti communiste des peuples d'Espagne (PCPE)           | 467     | 0,08  | 0,02 | 0      | en stagnation |
|                        | Vote blanc                                              | 3 907   | 0,63  | 0,11 |        |               |
|                        |                                                         |         |       |      |        |               |
| Suffrages exprimés     | Suffrages exprimés                                      | 621 219 | 99,32 |      |        |               |
| Votes nuls             | Votes nuls                                              | 4 225   | 0,68  |      |        |               |
| Total                  | Total                                                   | 625 444 | 100   | -    | 8      | en stagnation |
| Abstention             | Abstention                                              | 322 636 | 34,03 |      |        |               |
| Inscrits/Participation | Inscrits/Participation                                  | 948 080 | 65,97 |      |        |               |

#### Guipuscoa
| Parti                  | Parti                                                   | Voix    | %     | +/-  | Sièges | +/-           |
| ---------------------- | ------------------------------------------------------- | ------- | ----- | ---- | ------ | ------------- |
|                        | Unidos Podemos (UP)                                     | 104 566 | 28,61 | 0,56 | 2      | en stagnation |
|                        | Parti nationaliste basque (EAJ/PNV)                     | 85 015  | 23,26 | 0,20 | 2      | en stagnation |
|                        | Euskal Herria Bildu (EH Bildu)                          | 69 828  | 19,11 | 1,76 | 1      | en stagnation |
|                        | Parti socialiste du Pays basque (PSE-EE-PSOE)           | 51 449  | 14,08 | 0,79 | 1      | en stagnation |
|                        | Parti populaire (PP)                                    | 35 312  | 9,66  | 0,96 | 0      | en stagnation |
|                        | Ciudadanos (Cs)                                         | 11 683  | 3,20  | 0,55 | 0      | en stagnation |
|                        | Parti animaliste contre la maltraitance animale (PACMA) | 2 788   | 0,76  | 0,18 | 0      | en stagnation |
|                        | Recortes Cero-Grupo Verde (RC-GV)                       | 1 172   | 0,32  | 0,12 | 0      | en stagnation |
|                        | Union, progrès et démocratie (UPyD)                     | 478     | 0,13  | 0,21 | 0      | en stagnation |
|                        | Parti communiste des peuples d'Espagne (PCPE)           | 284     | 0,08  | Nv.  | 0      | en stagnation |
|                        | Parti libertarien (P-LIB)                               | 207     | 0,06  | Nv.  | 0      | en stagnation |
|                        | Vote blanc                                              | 2 711   | 0,74  | 0,09 |        |               |
|                        |                                                         |         |       |      |        |               |
| Suffrages exprimés     | Suffrages exprimés                                      | 365 493 | 99,46 |      |        |               |
| Votes nuls             | Votes nuls                                              | 1 971   | 0,54  |      |        |               |
| Total                  | Total                                                   | 367 464 | 100   | -    | 6      | en stagnation |
| Abstention             | Abstention                                              | 213 242 | 36,72 |      |        |               |
| Inscrits/Participation | Inscrits/Participation                                  | 580 706 | 63,28 |      |        |               |